# Sunflower Kirishima (Schiff, 2018)
Die Sunflower Kirishima (さんふらわあきりしま) ist ein 2018 in Dienst gestelltes Fährschiff der japanischen Reederei Ferry Sunflower. Sie steht auf der Strecke von Osaka nach Shibushi im Einsatz.

## Geschichte
Die Sunflower Kirishima wurde am 16. November 2015 in Auftrag gegeben und lief am 30. September 2017 unter der Baunummer 5139 in der Werft von Japan Marine United in Yokohama vom Stapel. Nach der Ablieferung an Ferry Sunflower nahm sie am 15. September 2018 den Fährdienst von Osaka nach Shibushi auf. Der Neubau ersetzte die gleichnamige, 1993 in Dienst gestellte Sunflower Kirishima. Ihr Schwesterschiff ist die bereits im Mai 2018 in Dienst gestellte Sunflower Satsuma.
Kurz nach Indienststellung zeigten sich bei der Sunflower Kirishima wie auch bei ihrem Schwesterschiff Antriebsprobleme. Die Fähre wurde daher am 26. November 2018 kurzzeitig außer Dienst gestellt, um diesen Fehler zu beheben. Am 16. Dezember konnte das Schiff wieder den Betrieb zwischen Osaka und Shibushi aufnehmen.
Die Passagierbereiche der Sunflower Kirishima befinden sich auf Deck 6, 7 und 8. Zu ihrer Ausstattung gehört ein Restaurant mit 206 Sitzplätzen, eine Indoor-Promenade, ein Bordgeschäft, eine Spielhalle sowie ein Spielzimmer für Kinder. Zudem verfügt das Schiff über zwei Badehäuser (Sentō) mit Spa-Bereich.